# Urszula Kielan
Urszula Kielan-Lipiec, född den 10 oktober 1960 i Otwock, Polen, är en polsk friidrottare inom höjdhopp.
Hon tog OS-silver i höjdhopp vid friidrottstävlingarna 1980 i Moskva. 